# Neu
|  | Per a altres significats, vegeu «Neu!». |

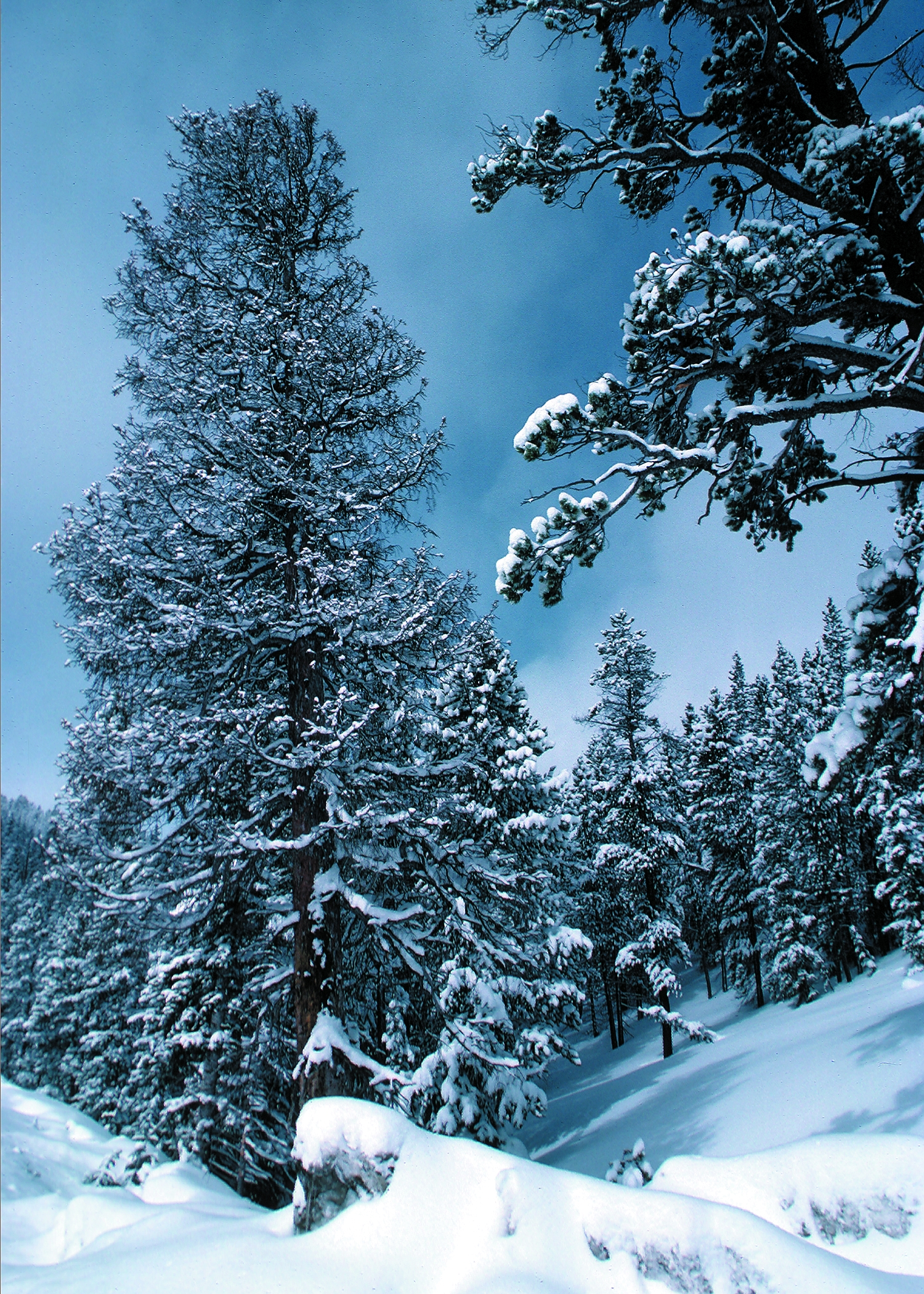
Neu a Colorado, Estats Units

La neu és la precipitació d'aigua en forma de multitud de petits cristalls de gel, dits flocs de neu (o volves, borrall(on)s, cóps, tofes, flòbies, ballarusques). En raó de la seva composició granular, té una estructura suau i flonja, llevat que estigui compactada a causa de la pressió. Generalment la neu es forma per sublimació inversa del vapor d'aigua en les capes altes de l'atmosfera, a una temperatura inferior a 0 °C. La caiguda de precipitació en forma de neu s'anomena nevada.
L'ocurrència, quantitat i intensitat de les nevades depèn, entre altres factors, de la latitud, l'altura, la distància al mar o l'oceà i de l'estació de l'any.
La neu es pot fabricar també amb l'ajut dels canons de neu. Aquesta tècnica es fa servir per les estacions d'esquí per a millorar l'estat de les pistes quan la temperatura és prou baixa però les precipitacions no són prou abundants.
Un estudi del 2008 va demostrar que alguns bacteris tenen un paper important a la formació dels cristalls de glaç o de neu. Normalment es tracta d'eubacteris com els de gènere Pseudomonas que en alguns casos poden ser patògens. Han estat identificats a mostres de neu a Europa, Amèrica del nord i a l'Antàrtida.
Es calcula que tan sols 1% de la precipitació total obtinguda arreu del món en un any és en forma de neu.

## Aspectes físics

### Història
L'estructura hexagonal dels flocs de neu ja va ser coneguda a la Xina al Segle II aC. A Europa no seria fins al 1591 quan el matemàtic anglès Thomas Harriot se'n va adonar d'aquesta característica, però no va publicar les seves observacions. La primera publicació científica sobre el tema la devem a Johannes Kepler, un dels primers científics a interessar-se sobre la formació dels flocs de neu, que el 1611 va escriure una monografia sobre la seva formació (Vom sechseckigen Schnee). Les primeres descripcions amb pretensió científica, però, daten de segles abans, com per exemple les d'Albert el Gran. Olaus Magnus va publicar el primer diagrama sobre les formes dels flocs.
El 1635 René Descartes va descriure de manera precisa moltes formes de cristalls de neu.

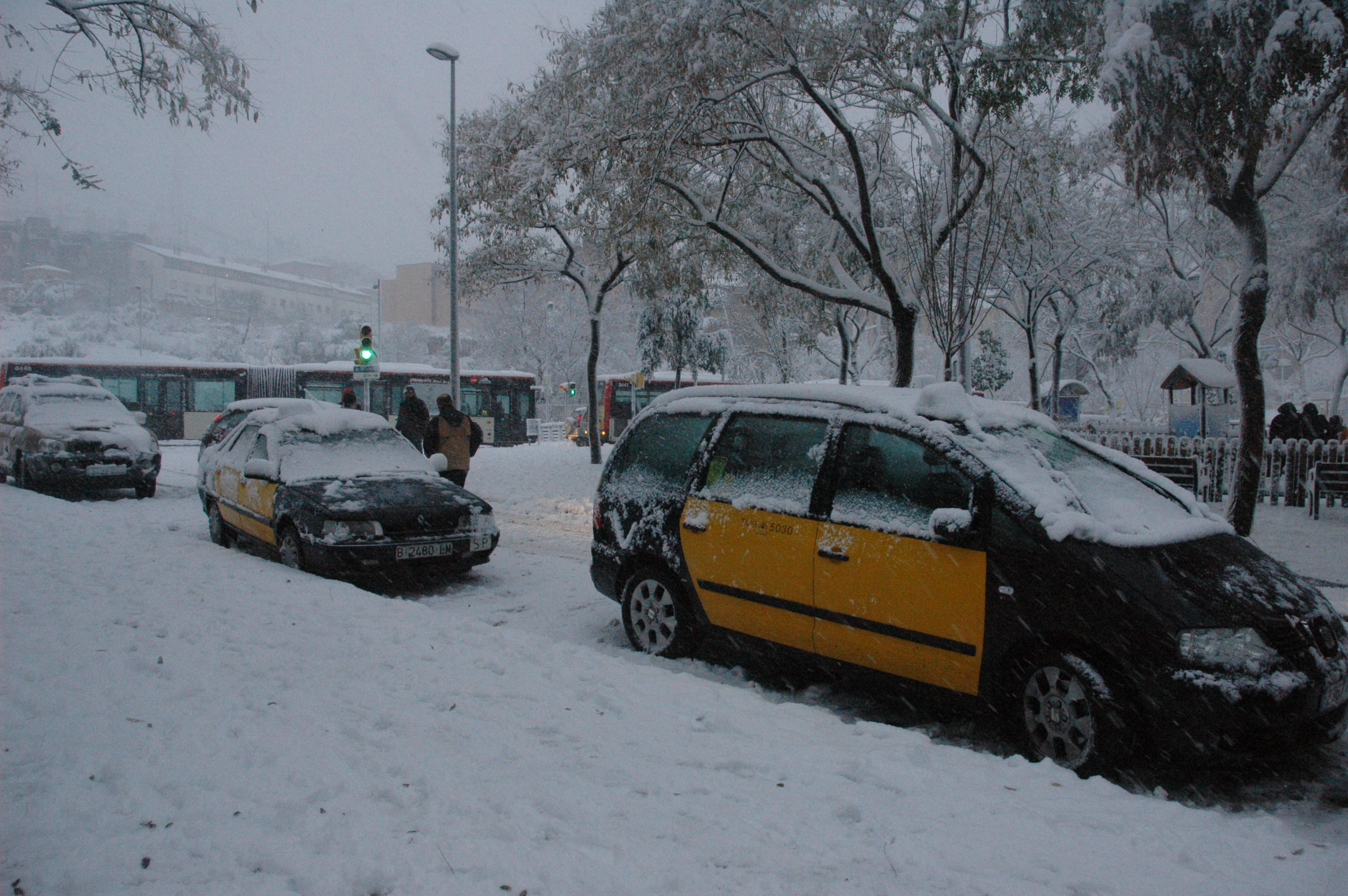
Neu a Barcelona

El 1665 Robert Hooke va fer les primeres observacions dels cristalls de neu utilitzant el microscopi i va publicar nombrosos dissenys de cristalls, mostrant la complexitat i diversitat de les seves estructures, al seu llibre Micrographia. El 1855 James Glaisher repeteix i amplia els experiments.
El 1931 Wilson A. Bentley va publicar unes dues mil fotografies de cristalls de neu al llibre Snow Crystals.
El 1936 el japonès Ukichiro Nakaya va aconseguir de crear flocs de neu artificials en condicions experimentals, fixant la temperatura i la saturació del vapor d'aigua, adonant-se que la forma dels cristalls depèn d'aquests dos paràmetres. Nakaya va ser el primer a estudiar de manera sistemàtica els cristalls de neu, gran part dels seus treballs va ser publicada el 1954 al llibre Snow Crystals : Natural and Artificial.

### Forma dels flocs de neu

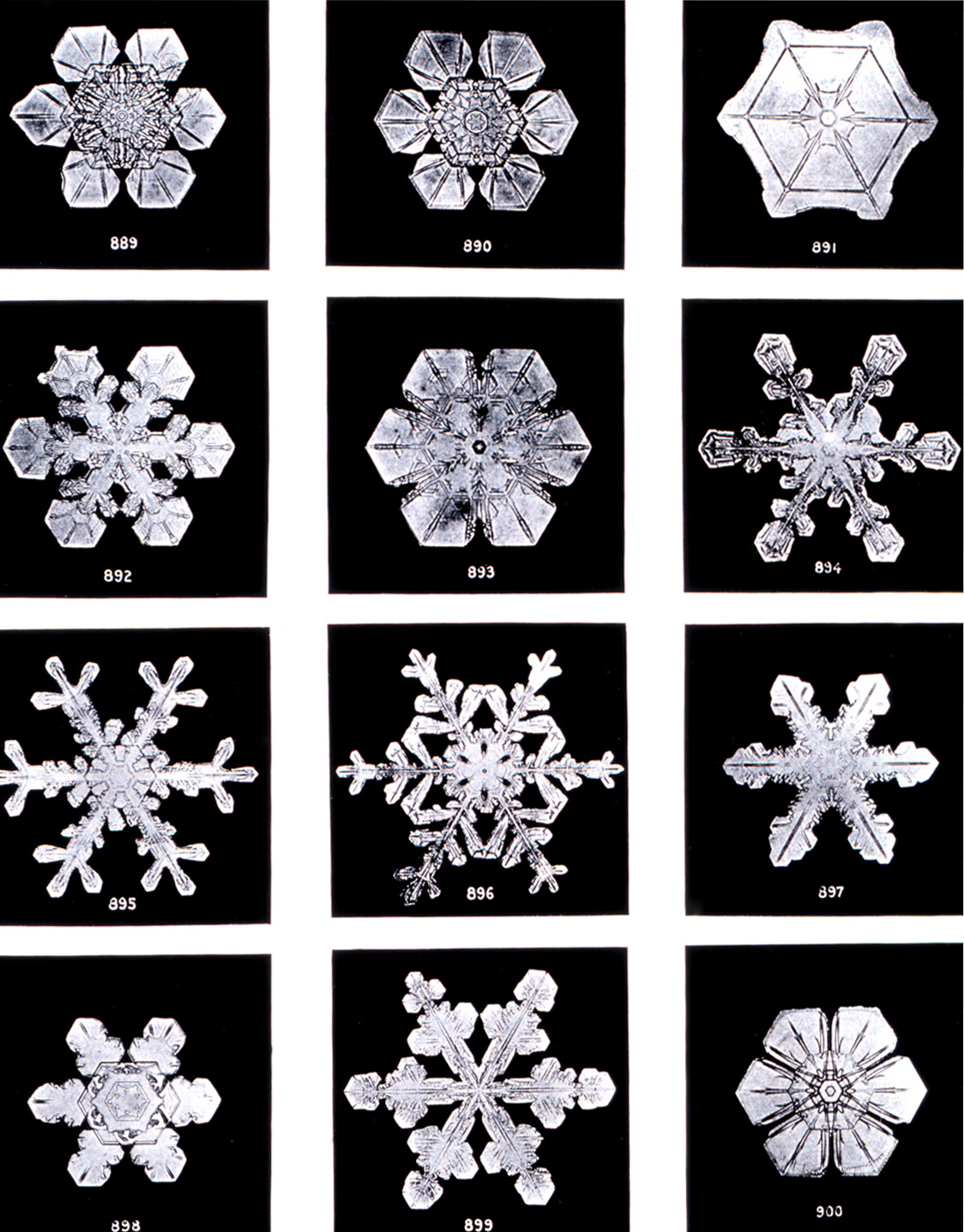
Flocs de neu observats al microscopi

A un núvol molt fred, el vapor d'aigua es condensa directament en cristalls de glaç sobre les partícules que hi ha en suspensió (pols, fum...). Si durant la seva caiguda només troben capes d'aire d'una temperatura inferior a 0 °C, els cristalls s'aglutinen en forma de branques glaçades que es combinen per formar flocs cada cop més grans. L'encaix d'aquests cristalls depèn essencialment de la temperatura, l'única característica comú a tots els flocs és l'estructura hexagonal, que reprodueix l'estructura cristal·lina del gel ordinari i està relacionada amb l'estructura molecular de l'aigua, intentant aconseguir la màxima reducció de l'energia potencial química del cristall.
Un floc de neu es compon d'aproximadament 1018 molècules d'aigua, que s'afegeixen a la seva base a ritmes diferents i en diferents formes, i en funció dels canvis de temperatura i la humitat de l'atmosfera que el floc de neu es troba en el seu recorregut fins a topar amb la superfície del terra. Val a dir que és molt difícil trobar dos flocs de neu que siguin idèntics. Els primers intents per trobar dos flocs de neu idèntics es fonamentaren en fotografiar milers d'imatges sota el microscopi i va ser una iniciativa de Wilson Alwyn Bentley el 1885; ella va mostrar la gran varietat de flocs que poden arribar a existir. El més probable és que dos flocs de neu puguin arribar a ser pràcticament idèntics si les condicions ambientals en les quals es produeixen són força similars. Cristalls de neu molt semblants van ser descoberts a Wisconsin el 1988; els cristalls no eren escates en el sentit usual, sinó prismes hexagonals de poca profunditat.
Com s'ha comentat, la forma dels flocs varia en funció de la temperatura:
- de 0 a -4 °C: plaquetes hexagonals primes
- de -4 a -6 °C: agulles
- de -6 a -10 °C: columnes
- de -10 a -12 °C: cristalls de sis puntes llargues
- de -12 a -16 °C: dendrites

La densitat de la neu nova és molt variable, les estadístiques donen una mitjana de 110 kg per metre cúbic, amb una desviació típica de 40 kg per metre cúbic.

### Cicle de vida d'un cristall

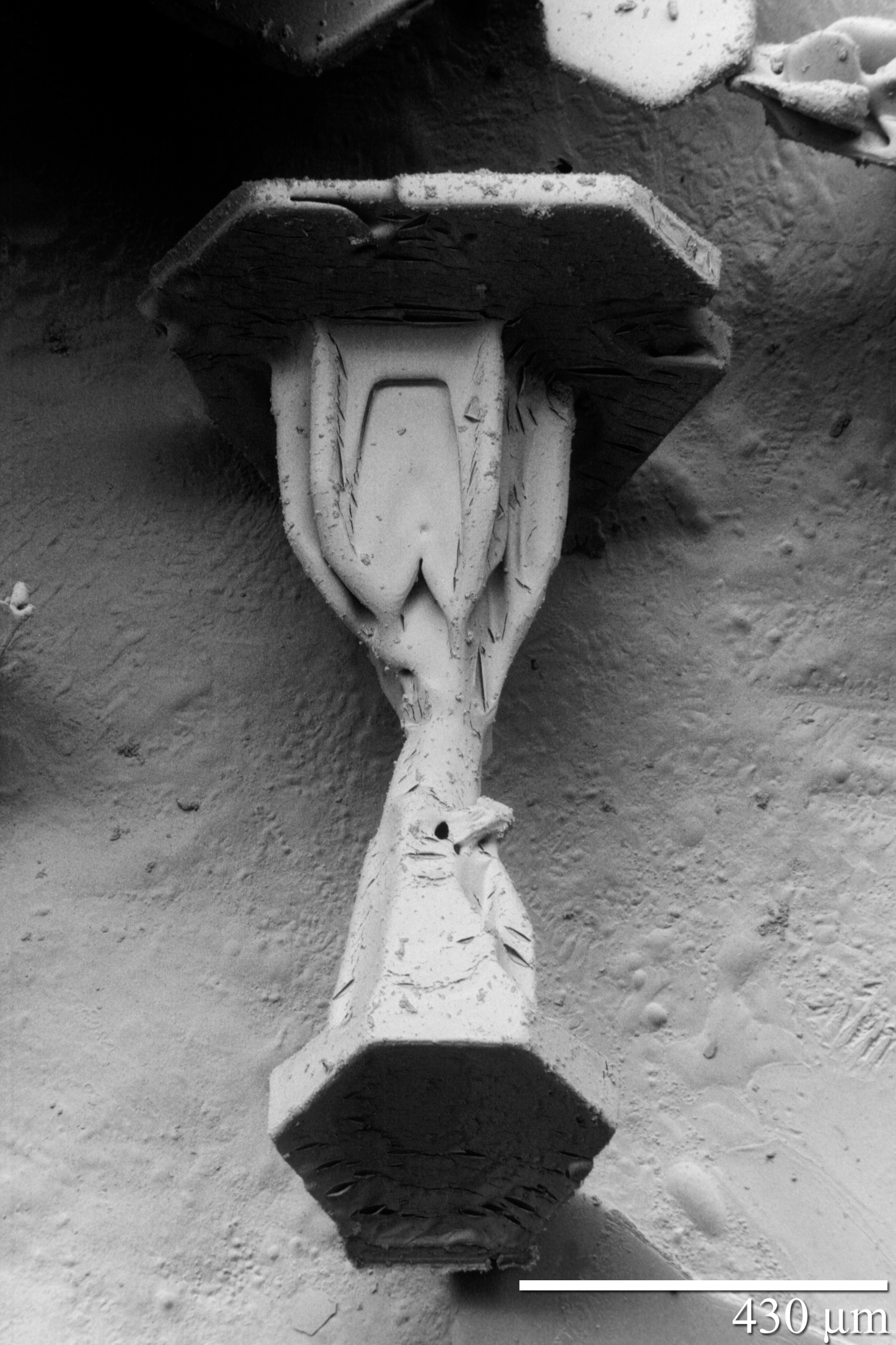
Cristall en forma de columna, també anomenat tsuzumi per la seva semblança amb un tambor japonès conegut amb aquest nom.

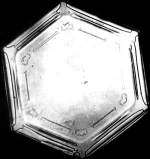
Plaqueta hexagonal

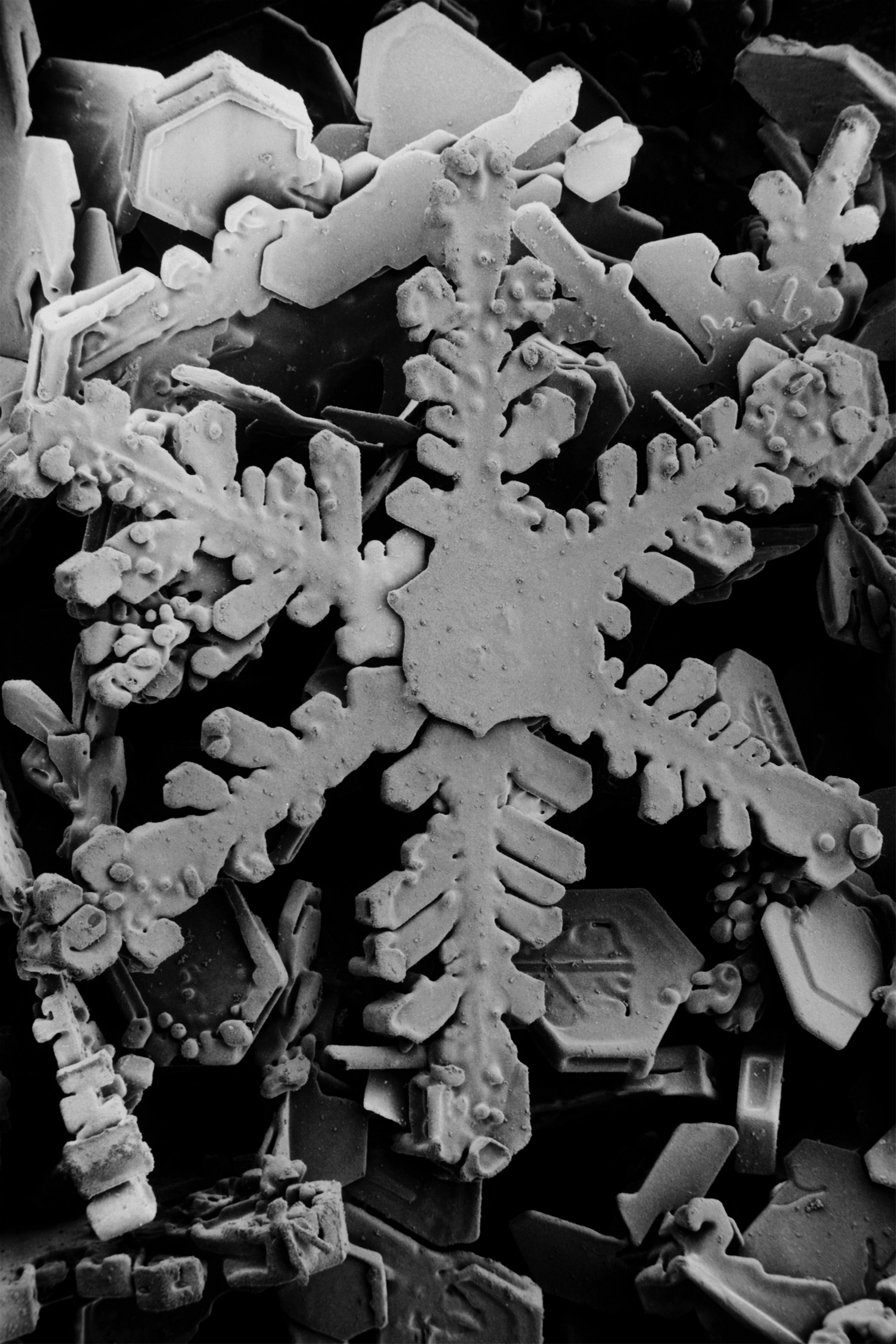
Dendrita hexagonal

La formació i l'evolució dels cristalls comprenen:
- Els múltiples graus de llibertat d'associació química de les molècules d'aigua, aquestes possibilitats són afavorides per la lentitud de la cristal·lització, que va d'una desena de minuts a diverses hores. Aquesta és la base de l'extrema diversitat de les formes creades.
- Les diverses condicions meteorològiques que hi ha entre la formació i la seva desaparició:
  - condicions al nivell de formació, abans de la precipitació
  - condicions de les capes atmosfèriques travessades durant la precipitació
  - condicions a nivell del sòl, si hi arriben

La feblesa dels lligams entre les molècules d'aigua fa que aquests cristalls siguin molt sensibles a qualsevol modificació de les condicions del seu entorn. Es pot considerar el cristall de neu com a inestable i que ha d'estar en fase de cristal·lització per conservar la seva forma, tot i que quan aquesta s'interromp comencen a produir-se recombinacions entre ells. Aquesta sensibilitat fa molt difícil l'observació dels cristalls al microscopi.
- Condicions a nivell de la zona de formació. L'existència d'un moviment ascendent de l'aire condiciona de manera especial la durada de la cristal·lització i les seves possibilitats de penetració a altres capes amb diferent higrometria, temperatura, pressió… En aquest nivell, els cristalls poden fondre's, sublimar-se o combinar-se, però també poden estar recoberts d'aigua en estat de subfusió; els cristalls es cobreixen de nòduls, en principi invisibles, però que li poden donar un aspecte de flor de mimosa. Fins i tot si no hi ha corrents ascendents, la resistència que oposa l'aire requereix l'aglomeració de diversos cristalls abans no es produeixi la precipitació.

- Condicions de la precipitació. La presència de turbulències i la higrometria en particular, regeixen la desaparició (per fusió o sublimació) dels cristalls i els flocs o, al contrari, la seva aglomeració progressiva. Els flocs parcialment liquats poden patir una cristal·lització brutal si van a parar a una atmosfera més freda; si el fenomen és massiu es parla d'aiguaneu. La variació dels paràmetres meteorològics amb l'altura es caracteritza especialment per la determinació de la cota de neu.

- Condicions de cristal·lització a terra. A les latituds temperades el gran poder aïllant de la neu, associat a l'albedo, fa possible la ràpida creació d'un gradient tèrmic entre el terra més calent i aïllat i la superfície reflectora freda que pot arribar a ser de 20 graus. També es constata que quan hi ha un gradient de temperatura adient, els cristalls d'una capa de neu entren en un procés de recristal·lització que es tradueix en un augment de la grandària mitjana dels cristalls. Es considera que amb 15 cm de neu hi ha prou per arribar a tenir el gradient necessari. Les condicions de la recristal·lització a terra són diferents de les que es produeixen a l'alta atmosfera on es generen els cristalls i les noves formes que es generen són menys elaborades.

### Evolució del mantell de neu
La neu nova caiguda pot ser afectada per l'acció del vent, sobretot si és molt lleugera, i pot ser modelada per la seva acció, les formes d'acumulació que s'originen per l'acció del vent poden ser ones, en forma de creixent amb la part còncava a sotavent; arrugues, amb pendent fort a sotavent i molt suau a sobrevent; barcanes, en forma de creixent amb un angle obtús o agut en funció de si el vent ha estat regular o no ho ha estat. Si el vent troba obstacles en el seu recorregut es poden formar acumulacions de neu darrere d'ells, a sotavent; o de gebre a sobrevent. El vent també pot modelar formes per erosió del mantell, es poden formar zastruguis, talls o forats.
En el cas de la neu primavera, compacta i amb molta aigua que està destinada a fondre's in situ. A la muntanya el vent origina cornisses que poden afectar els excursionistes.
La neu no és un material inert, és en constant evolució i no para de transformar-se, sotmesa al seu propi pes que la comprimeix i a les diferències de temperatura entre el dia i la nit. Si el pendent és fort, el mantell pot esdevenir inestable i generar allaus.
- La metamorfosi isotèrmica. Es desenvolupa quan el gradient tèrmic dintre de la capa de neu és feble, inferior a 5 °C per metre. A causa dels desequilibris de la pressió de saturació del vapor d'aigua, les dendrites desapareixen en benefici del centre del cristall. Els cristalls s'arrodoneixen i la seva grandària es calibra i es parla de grans fins. Els contactes creats d'aquesta manera, es corresponen a la formació de ponts de glaç que solden els cristalls els uns als altres, aquest fenomen es coneix com a sinterització. D'aquesta manera, la capa de neu guanya en cohesió i en densitat.

- La metamorfosi amb un gradient mitjà. Apareix quan el gradient tèrmic dintre de la capa de neu és entre 5 et 20 °C per metre. També s'observa una transferència de matèria per sublimació / congelació però la direcció privilegiada és la vertical, de baix a dalt. Els cristalls es transformen en grans amb les cares planes.

- La metamorfosi amb un gradient fort. Quan el gradient tèrmic és superior a 20 °C per metre, el flux de vapor d'aigua dintre de la capa de neu esdevé molt fort. Després d'una desena de dies, els grans prenen la forma de gobelets que poden arribar a fer força mil·límetres de diàmetre. Llavors el mantell esdevé molt inestable en trobar-se sobre un munt de boles rodants.

- La metamorfosi de la fosa. La fosa de la neu es tradueix en l'aparició d'aigua líquida en el mantell de neu, causada per la pluja o pel desglaç. Es formen aglomerats, dits grans rodons, que fan el mantell molt inestable. El fet d'hidratar la neu no provoca necessàriament la seva fosa de manera immediata.

## Aspectes geològics

### Balanç energètic
L'energia solar contribueix a l'escalfament del sòl de manera desigual, un factor important és l'albedo, que mesura la part de radiació que és reflectida. L'albedo mitjà a la superfície de la Terra és de 0,28. Com la neu nova és d'un blanc especialment pur, fa pujar l'albedo a 0,85. Això implica una reflexió important dels raigs lluminosos del Sol, el que significa una disminució de l'aportació d'energia. La neu vella conserva una albedo de 0,60, per tant és fàcil d'entendre que els sòls innivats tendeixen a continuar freds en superfície, i en conseqüència, a conservar el seu mantell de neu.
En canvi, els boscs de coníferes aprofiten la seva albedo feble (0,12) i la llum reflectida per alliberar les seves branques de la neu.

### L'aigua de la neu
La neu es transforma en aigua molt lentament, això fa que pugui penetrar molt més al sòl i ser aprofitada per omplir les capes freàtiques amb més eficiència que l'aigua de pluja.
Si la neu és acompanyada per pluges pot esdevenir en un problema en forma d'inundacions, de vegades catastròfiques en provocar una fosa ràpida.

### Paper protector
La neu és un aïllant excel·lent perquè conté una gran quantitat d'aire. La seva presència fa que les variacions de temperatura siguin més petites i el sòl es glaça menys en fondària. Ratolins i altres rosegadors viuen a l'espai subnival, fosc i tranquil, desplaçant-se contínuament per una xarxa de túnels i rosegant les tiges de les plantes.
De la mateixa manera, la vegetació coberta de neu és protegida de les fortes glaçades. Algunes plantes alpines continuen actives durant l'hivern. El lliri de neu pot travessar el mantell de neu per florir, si la capa de neu és mont gran l'allargament de les tiges es fa en horitzontal i en tots els sentits i és quan són alliberades que es redrecen.
Els esquimals han tret profit d'aquesta propietat per fer les seves cases de neu, els iglús. L'habitació, d'estructura hemisfèrica, es construeix disposant blocs de neu endurida, a la part superior es posa un bloc de gel translúcid i el conjunt es consolida amb aigua glaçada. Havent -40 °C a l'exterior, la temperatura interior a nivell del terra és de -5 °C. De totes maneres, l'iglú no és altra cosa que una residència temporal de caça i no la casa permanent dels esquimals o inuits.

## Aspectes geogràfics

Ocurrència de les nevades:
Països amb localitats per sota dels 1000 metres d'altitud que tenen nevades tots els anys.
En aquests països neva cada any per sobre dels 500 metres d'altitud, però cada certs anys pot nevar per sota d'aquesta cota.
En aquests països pot nevar sobre els 500 metres d'altitud; les nevades per sota d'aquesta cota són excepcionals o mai es produeixen.
Pràcticament les nevades es restringeixen als 2000 metres o més d'altitud.
En aquests països no neva.

### Zones de neu
A les regions de clima tropical la neu és pràcticament absent, s'acostuma a considerar que els paral·lels 35 N i S delimiten aquesta zona on només a les muntanyes hi ha una certa presència de neu. El volcà Cayambe, un cim de 5.790 metres situat a l'Equador, rep tanmateix precipitacions en forma de neu de manera regular tot i trobar-se a la latitud 0.
Com més proximitat als pols, més augmenta la nivositat. La quantitat de neu que cau a les regions polars és relativament petita però es conserva pel fred que hi fa. A més les zones costaneres són relativament poc afectades per la neu.
És a les regions temperades, continentals i muntanyoses, on es produeixen les nevades més importants, entre elles els 130 centímetres en 24 hores a l'estació suïssa de Klosters el gener del 1982 o els 193 centímetres en 24 hores que es van mesurar a Silver Lake (Colorado) l'abril del 1921.

#### Nevades a Catalunya

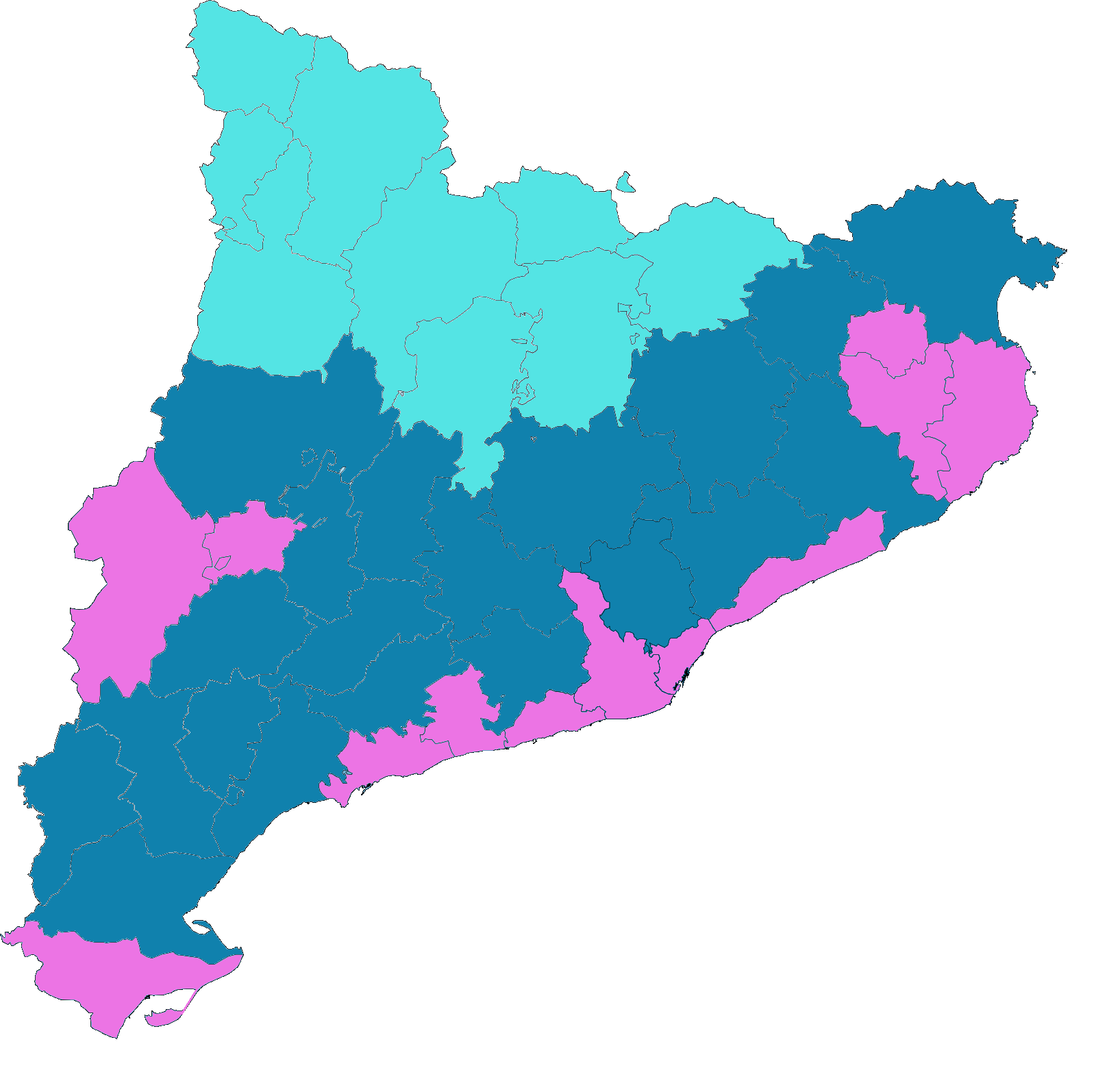
Nevades a Catalunya
Comarques amb localitats per sota dels 700 metres d'altitud que tenen nevades cada any.
Comarques que neva cada any per sobre dels 500 metres d'altitud, però cada certs anys pot nevar per sota d'aquesta cota.
En aquestes comarques pot nevar sobre els 200 metres d'altitud; les nevades per sota d'aquesta cota són inusuals però es poden produir.

Les nevades a Catalunya hi són habituals en gran part del territori a l'hivern, ja que el país és muntanyós i gran part del territori se situa per damunt de 500 metres. La neu és protagonista tot l'hivern i part de primavera i tardor al Pirineu i Pre-Pirineu, on a cotes elevades la neu arriba a la tardor i no marxa fins a la primavera. Les valls pirinenques, destacant la Vall d'Aran, reben abundants nevades tot els anys. A la resta del país, per damunt de 500 metres, la neu també és habitual, si bé les nevades no són tan freqüents com al Pirineu. Per sota d'aquesta cota també hi pot nevar, fins i tot a la línia del mar, però les nevades en aquests indrets són més inusuals. Cal destacar les nevades del 1954, la nevada del 1962 (la nevada més gran del segle xx a Catalunya), 1975, 1981, 1985, 1986, 1993, 2001, 2006, 2010, 2015 i per acabar 2017.

### Neus perpètues

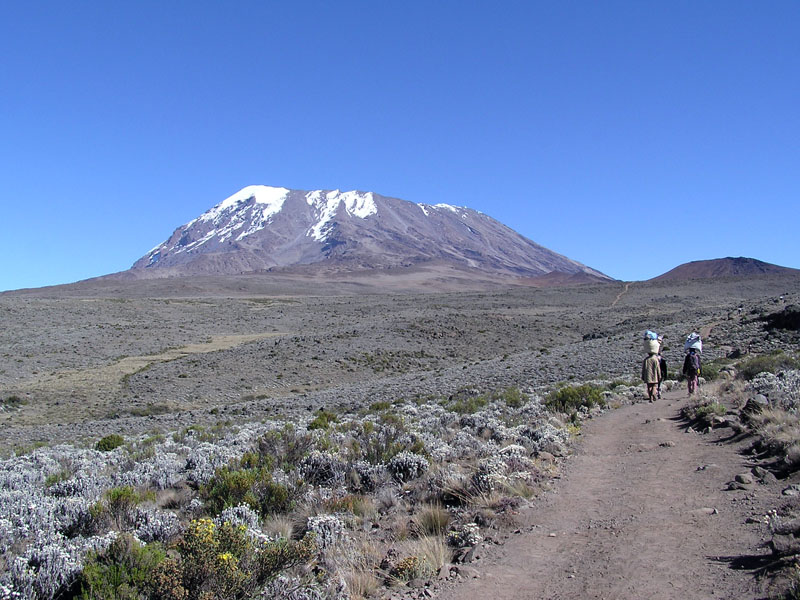
El Kilimanjaro, pic més alt d'Àfrica

Quan la capa de neu no arriba a fondre's totalment a l'estació càlida, es parla de neus perpètues o estatge nival. Aquesta situació es produeix a la major part dels grans cims i a prop dels pols. Compactades i parcialment foses aquestes neus es convertiran en congestes i més tard en glaceres. El gel continental dels pols s'anomena indlandsis, els icebergs que es desprenen de les glaceres són formats per aigua dolça, en canvi, el gel marí de la banquisa és format per aigua salada.
El cas del Kilimanjaro, punt culminant de l'Àfrica, és un exemple revelador de l'escalfament global del planeta. Els científics estimen que podria perdre el que li resta de neus perpètues entre el 2015 i el 2020. Al llarg del segle xx el volum de glaç que hauria desaparegut seria superior al 80%. Les neus perpètues del Kilimanjaro podrien desaparèixer després d'11.000 anys.

## Efectes sobre la societat humana

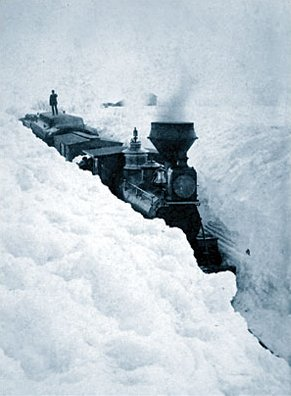
Una gran nevada a Minnesota (1881) provocà dificultats en els transports

Les nevades importants poden afectar les infraestructures i els serveis públics, alentint l'activitat humana, fins i tot en regions que estan habituades a un clima amb una presència més o menys important de neu. El transport aeri i el terrestre poden quedar molt disminuïts o, fins i tot, blocats per complet. En les poblacions que viuen en zones propenses a les nevades s'han desenvolupat diverses formes de viatjar d'acord amb les condicions de terrenys amb neu. Així, es fan servir esquís, raquetes de neu i trineus tirats per cavalls, gossos i altres animals; en els darrers anys han aparegut vehicles com les motos de neu. També s'han aprofitat els ponts de neu. Determinats serveis públics bàsics com l'electricitat, les línies telefòniques i el subministrament de gas també poden quedar interromputs. A més, la neu pot fer que sigui molt més difícil viatjar per carretera i apareguin dificultats per poder utilitzar els vehicles de motor de manera eficient.

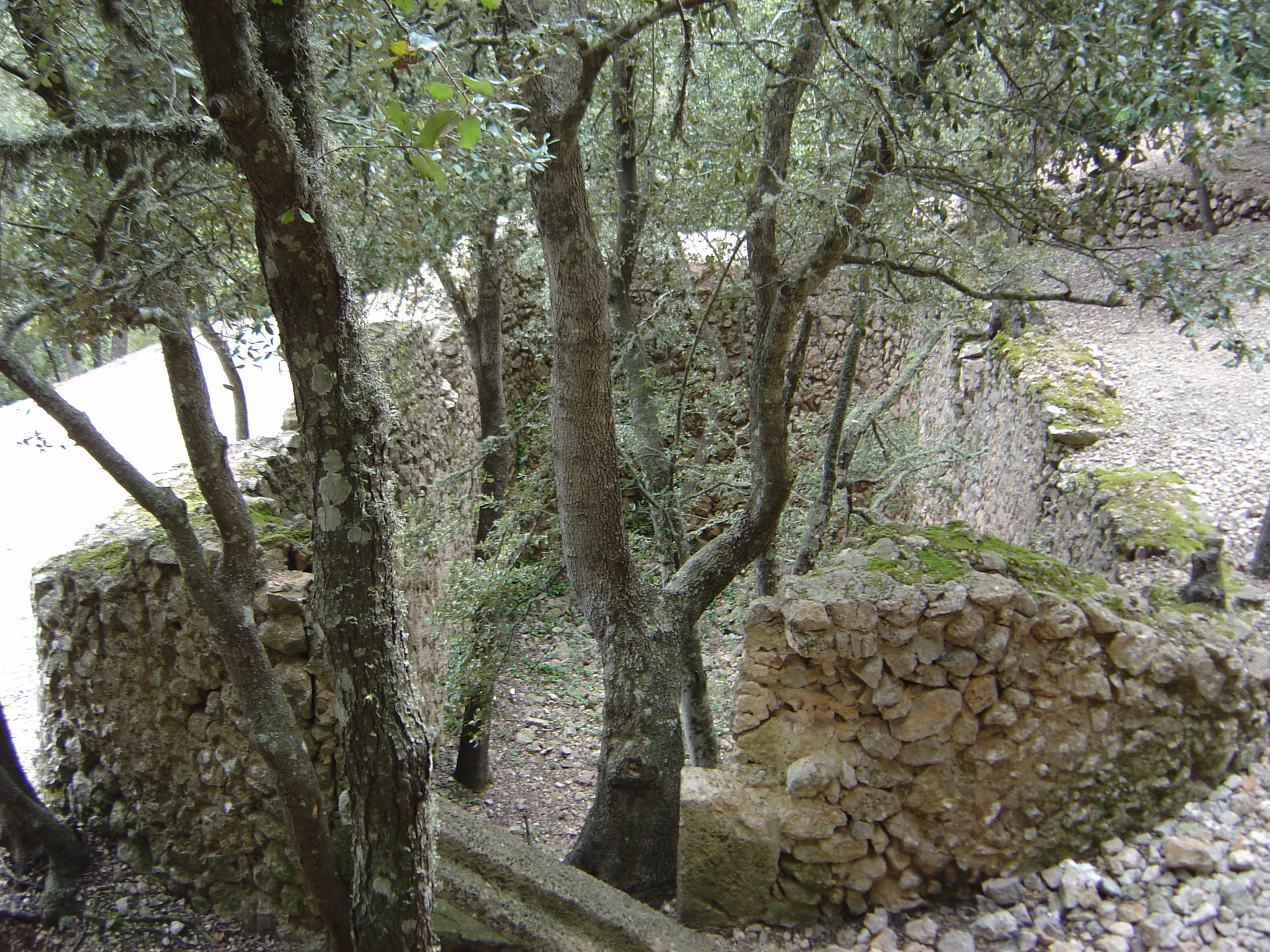
Casa de neu del Puig des Teix a Mallorca

Els efectes combinats poden portar a l'anomenat snow days (dia de neu) en els que activitats com les de l'escola, el treball, o de l'església, són cancel·lats de manera oficial. A les zones que normalment tenen molt poca neu, o gens, una nevada pot produir grans alteracions de la vida quotidiana amb només una acumulació lleugera de neu, o fins i tot l'amenaça de neu pot provocar limitacions de les activitats, ja que aquestes zones no estan preparades per a treballar amb qualsevol quantitat de neu. En alguns estats, les escoles se'ls dona una quota anual de dies de neu (o "calamity days"); una vegada superada la quota, s'han de recuperar els dies laborals perduts. En altres estats, tots els dies de neu han de ser recuperats. Per exemple, les escoles poden ampliar l'horari escolar a la tarda, escurçar les vacances de primavera, o retardar l'inici de les vacances d'estiu.
La neu acumulada es treu ràpidament per fer més fàcil i més segur els desplaçaments, i per disminuir l'impacte a llarg termini d'una forta nevada. En aquest procés s'utilitzen pales, llevaneus i sovint s'ajuda llançant substàncies químiques com la sal o altres clorurs que rebaixen la temperatura de fusió de la neu. A les zones amb neu abundant, com el nord del Japó, la gent recull la neu i l'emmagatzema aïllant-la en cases de neu, pous del glaç i altres llocs adequats. Posteriorment el gel s'utilitza a l'estiu per a la refrigeració o en usos mèdics, ja que és un mètode d'estalvi del consum d'energia elèctrica.

### Agricultura
Les nevades poden ser beneficiosos per a l'agricultura, en servir com un aïllant tèrmic, conservant la calor del sòl i protegint els cultius de temperatures per sota els zero graus, evitant les gelades. Algunes zones agrícoles depenen de l'acumulació de neu durant l'hivern, neu que es fondrà lentament a la primavera, i farà possible el subministrament d'aigua per al creixement dels cultius. Si es mescla amb aigua i s'aplica als cultius sensibles, com les taronges, el gel resultant protegeix el fruit de l'exposició a temperatures més baixes.

### Recreació

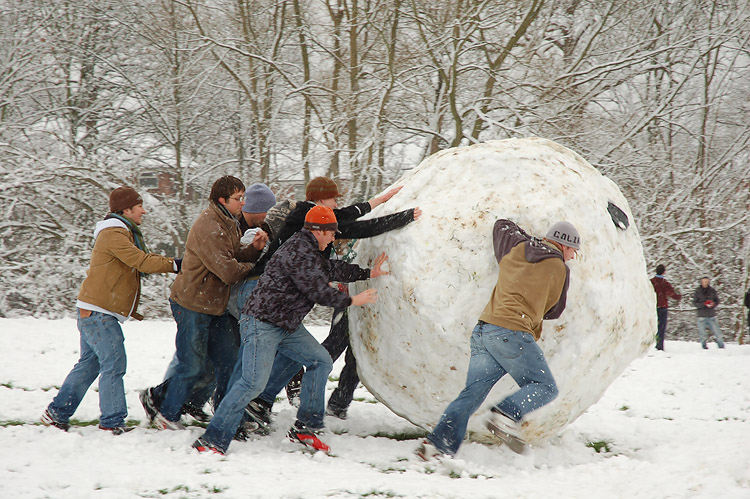
Fabricació d'una bola de neu

Existeixen diversos esports d'hivern, com l'esquí, snowboard, les motos de neu, i les raquetes de neu. On la neu és escassa però la temperatura és prou baixa, la instal·lació de canons de neu poden ser utilitzats per a produir la quantitat adequada per a poder practicar esport. Nens i adults poden jugar en un trineu o fer un passeig en un trineu. Encara que els passos d'una persona sent un salvavides visibles dins d'un paisatge cobert de neu, neu cobert, és considerat un perill de senderisme des de la neu enfosqueix llocs més importants i fa que el paisatge s'assembla uniforme.
Un dels usos recreatius recognoscibles de la neu és el de fer ninots de neu. Un ninot de neu és creat per un home pren en forma de figura de neu - sovint utilitzant una gran bola de neu en forma per al cos i una petita bola de neu per al cap que sovint decorada amb articles per a la llar simples - tradicionalment com una pastanaga pel nas, i el carbó per als ulls, el nas i la boca, de vegades amb roba vella, com un barret o una bufanda. La neu pot ser utilitzat per fer els cons de neu, també coneguts com a boles de neu, que se sol menjar en els mesos d'estiu.
La neu pot ser utilitzada per modificar el format dels jocs a l'aire lliure, com Captura la Bandera, o per a les lluites de bola de neu. Snowcastle més gran del món, el Snowcastle de Kemi, es construeix a Kemi, Finlàndia cada hivern. Des de 1928, Universitat Tecnològica de Michigan a Houghton, Michigan, ha celebrat un carnaval anual d'hivern a mitjans de febrer, durant el qual un gran Concurs d'Escultura de Neu, és lloc entre diversos clubs, fraternitats i organitzacions de la comunitat i la universitat. Cada any hi ha un tema central, i els premis s'atorguen basant-se en la creativitat. Tornejos de softbol de bola de neu es duen a terme en zones cobertes de neu, generalment utilitzant una pilota de color taronja brillant per a la visibilitat, i sacs plens de neu per a les bases.

### Danys
Quan pesada, neu humida amb una neu d'aigua equivalent (SWE) taxa d'entre 6:1 i 12:1 i un pes de més de 10 lliures per peu quadrat (~ 50 kg / m 2) piles als arbres o l'electricitat línies, es pot produir danys significatius en una escala en general associats als huracans. Una allau pot passar a un efecte tèrmic o mecànic sobtat en la neu que s'acumula en una muntanya, el que fa que la neu per córrer cap avall en massa. Que precedeixen a una allau és un fenomen conegut com a vent d'allaus causades per l'allau s'aproxima, que afegeix al seu potencial destructiu. grans quantitats de neu que s'acumulen a la part superior d'estructures artificials, pot conduir a una fallada estructural. Durant la fosa de la neu, les precipitacions àcides que abans es trobava a la capa de neu s'allibera, el que perjudica la vida marina.

## Neu a altres planetes
S'ha comprovat que hi ha neu molt lleugera a les latituds altes de Mart. S'ha teoritzat que també pot haver-hi "neu" d'hidrocarburs a Tità, el satèl·lit més gros de Saturn.
Un fenomen que és molt similar a la neu es produeix a Venus quan hi ha poca o gens d'aigua. La sonda espacial Magellan va fotografiar una substància altament reflectant als pics de la muntanya més alta de Venus, que tenia una gran semblança amb la neu terrestre. Aquesta substància possiblement es forma a partir d'un procés similar a la neu, encara que a una temperatura molt més alta. Massa volàtil per condensar-se en la superfície, s'eleva en forma de gas a les elevacions més altes i fredes, on després cau en forma de precipitació. La identitat d'aquesta substància no es coneix amb certesa, però s'especula que oscil·lat entre el tel·luri elemental i la galena.

## La neu a la cultura
La neu recull molts dels simbolismes associats a l'hivern, com el de mort o silenci. La seva fredor s'associa literàriament a la manca de sentiments, com es veu al conte La reina de les neus. Nombroses obres inclouen visites inesperades o terrorífiques enmig de tempestes de neu. Fins i tot hi ha un monstre específic, el ieti.
El color blanc dels seus flocs ha fet que s'associï a la vellesa (el cap cobert de canes és com si estigués nevat), reforçant la comparació entre vida i pas de les estacions: la primavera seria el naixement i l'hivern la darrera edat. Però també pot usar-se per a lloar la blancor de la pell, especialment femenina, com proven les descripcions renaixentistes i barroques de la dona o el mateix nom de la protagonista de La Blancaneu i els set nans.
Els ninots de neu i les batalles de boles de neu són part comuna de l'imaginari infantil i com a tals apareixen a contes, pel·lícules i sèries de dibuixos animats. El còmic de Calvin i Hobbes té tota una sèrie dedicada al tema.